# کوشیناگار
کوشیناگار (به انگلیسی: Kushinagar) یک منطقهٔ مسکونی در هند است که در Kushinagar district واقع شده‌است. کوشیناگار ۲۲٬۲۱۴ نفر جمعیت دارد.